# Clan Matsuda
Il clan Matsuda (松田氏?, Matsuda-shi) fu un clan Giapponese della provincia di Bizen e discendente di Fujiwara no Hidesato. 

## Storia[1]
Le origini del clan Matsuda non sono chiare, ma sembra che uno dei numerosi discendenti di Hidesato che si oppose a Taira no Masakado si spostò nell'area di Matsuda (nord di Odawara) nella provincia di Sagami e ne prese il nome. 
I suoi discendenti a loro volta crearono diversi rami dalla famiglia Matsuda, uno dei quali si spostò nella provincia di Bizen, e in seguito si schierò con Ashikaga Takauji all'inizio del periodo Muromachi, diventando poi servitore del clan Ashikaga. Il clan Matsuda costruì la propria base principale nel castello di Kanagawa e fu nominato governatore della provincia, ma in seguito divenne servitore del clan Akamatsu, anch'esso servitore dello Shogunato Ashikaga. Con la guerra Ōnin e l'inizio del periodo Sengoku, gli Akamatsu persero molto del loro potere, e i Matsuda ne approfittarono per rendersi indipendenti. Nel 1483 gli Akamatsu, temendo la crescita del clan Matsuda, ordinarono al clan Urakami di attaccarli, ma i Matsuda li respinsero con l'appoggio del clan Yamana; l'anno successivo, i Matsuda assediarono il castello di Mitsuishi degli Urakami, ma vennero sconfitti e il loro capo Motonari (松田元成?) si uccise.
Il suo erede Motofuji (松田元藤?) respinse i continui attacchi degli Urakami grazie al sostegno degli Yamana, e divenne padrone della metà occidentale della provincia di Bizen. Tentò quindi di finire una volta per tutte gli Urakami nel 1502, ma fu sconfitto a causa del coraggio di Ukita Yoshiee.  Sotto il figlio Motomichi (松田元陸?, morto 1531), i clan Matsuda e Urakami si allearono per respingere il clan Akamatsu. Nel 1551, i Matsuda si allearono col clan Amago ed entrò nuovamente in conflitto con gli Urakami, che resistevano agli Amago grazie al supporto del clan Mōri.
Dopo la caduta del clan Amago, gli Urakami, che avevano conquistato gran parte della provincia, ordinarono a Ukita Naoie di attaccare i Matsuda e strapparono molti territori al capoclan Mototeru (松田元輝?, morto 1568). Naoie a questo punto si ingraziò i Matsuda dando in sposa una sua figlia al figlio del capoclan, Motokata (松田元賢?, morto 1568). 
In questo periodo i Matsuda caddero in un periodo di lotte intestine, e molti servitori li abbandonarono anche a causa della loro politica religiosa. Nel 1568, constatato il declino dei Matsuda, Naoie assaltò il castello di Kanagawa dove Mototeru e Motokata cercarono disperatamente di difendersi. Mototeru fu colpito dall'esercito Ukita, mentre Motokata cercò di fuggire ma fu scoperto e morì durante la schermaglia. La figlia di Naoie, disperata per la morte del marito per mano del padre, si tolse la vita. Con queste morti il clan Matsuda scomparve dalla storia come clan indipendente, anche perché un altro figlio di Mototeru, Motonaga (松田元脩?), riuscì a fuggire a Bitchū e divenne servitore di Yamana Toyokuni nella provincia di Inaba. In seguito sembra che i Matsuda si siano dedicati agli affari religiosi, in particolare al Buddhismo Nichiren.